# Cercopagis pengoi
Rận nước Cercopagis pengoi (tên khoa học Cercopagis pengoi) là loài giáp xác nhỏ có nguồn gốc tử các vùng biển Caspian, Azov và Ả rập. Loài giáp xác này đã xâm nhập vào biển Baltic, Vịnh Riga, Phần Lan và Ngũ Đại hồ. Ở đây chúng đã sinh sôi rất mạnh và cạnh tranh về thức ăn với cá, vì là loài giáp xác ăn thịt nhiều động vật thủy sinh nó làm tăng hiện tượng phì dưỡng. Đây là loài xâm lấn.